# Acuerdo de normalización de las relaciones entre Israel y Sudán
El acuerdo de normalización de las relaciones entre Israel y Sudán es un acuerdo sellado el 23 de octubre de 2020 que supone el reconocimiento del Estado de Israel por la República de Sudán y la normalización de las relaciones bilaterales entre ambos países. En caso de prosperar. se trataría del tercer acuerdo de normalización de relaciones entre Israel y un país árabe en lo que va de año y el quinto acuerdo de reconocimiento del Estado hebreo por un país árabe en total (incluyendo los acuerdos de paz de Israel con Egipto y Jordania). Tras su firma, y para que pueda entrar en efecto, el acuerdo tendrá que ser sometido a la aprobación del Consejo Legislativo de Sudán, un órgano que de momento aún no está constituido.

## Descripción
El acuerdo fue sellado en una conferencia telefónica (debido a las restricciones impuestas por la crisis del COVID-19) con la participación del presidente de Estados Unidos, Donald Trump, el primer ministro de Israel, Benjamín Netanyahu, el líder del gobierno interino sudanés, Abdalla Hamdok y el presidente del Consejo Soberano Nacional de Sudán, Abdel Fattah al-Burhan. Según declaraciones hechas en el momento de la conferencia, "los líderes acordaron la normalización de las relaciones entre Sudán e Israel y la finalización del estado de beligerancia entre ambas naciones".
Como parte del acuerdo, auspiciado por Estados Unidos, unos minutos antes del anuncio oficial el presidente estadounidense Donald Trump firmó una orden ejecutiva con el fin de sacar a Jartum de la lista de países patrocinadores del terrorismo.
Probablemente la mayor diferencia entre este acuerdo de normalización y los dos que le precedieron es que Sudán de hecho había enviado tropas para combatir contra las fuerzas armadas de Israel en todos los principales conflictos armados entre el país judío y el mundo árabe, considerando hasta la fecha a Israel país enemigo. Adicionalmente, se ha manifestado en dos ocasiones que aviones de combate israelíes supuestamente atacaron bases militares de Sudán y de organizaciones terroristas en suelo sudanés tanto en 2009 como en 2012. Es probable que debido a dichas circunstancias, en algunos medios de comunicación que defendieron el uso del término "acuerdo de normalización de relaciones" en el caso de los acuerdos con Baréin y Emiratos Árabes, en este caso han optado por el término "acuerdo de paz".

## Críticas y posiciones en Sudán
El acuerdo fue firmado del lado sudanés por parte del gobierno formado tras el golpe de Estado de 2019 que terminó con 30 años de dictadura de Omar al-Bashir. Aunque se trata de un gobierno contemplado en el Proyecto de Declaración Constitucional para dirigir el país durante tres años y medio, es considerado gobierno interino, una condición que según miembros de la oposición, muy crítica con las negociaciones con Israel, no le da derecho de firmar acuerdos de normalización de relaciones bilaterales. El acuerdo ha sido duramente criticado también por expolíticos sudaneses que mandaban el país a lo largo de los años de conflicto con Israel, desde el último presidente elegido en unas elecciones democráticas (1986), Sadiq al-Mahdi, quien fue derrocado en un golpe de Estado militar por Omar al-Bashir, y quien ha amenazado con bloquear el acuerdo por medio de una acción judicial, hasta el propio Bashir, que ha visto en el acuerdo una oportunidad para manifestar los resultados del putsch contra su persona.
Varios políticos sudaneses han expresado que es ilegítimo que un gobierno interino pueda negociar un acuerdo de estas características. En una declaración del Partido del Congreso Popular, el segundo más grande dentro de la coalición de las Fuerzas de Libertad de Cambio, se denunció tanto el secretismo en el que, según miembros de este partido, se habían llevado a cabo las negociaciones, como el compromiso por mantener las posiciones históricas de Sudán en el conflicto israelí-palestino.
Por parte de la ciudadanía también ha habido manifestaciones de desacuerdo con la normalización de las relaciones, tanto mediáticamente como en demostraciones en la capital Jartum, aunque de momento de carácter reducido (decenas de personas) en comparación con las manifestaciones de Jartum una semana antes, cuando cientos de personas tomaron las calles demandando reformas y protestando contra las cada vez más deterioradas condiciones económicas del país. Quizás para calmar los ánimos, el ministro sudanés en funciones de relaciones exteriores, Omar Gamareldin, ha asegurado en una entrevista para la televisión pública del país, que "el acuerdo de normalización con Israel será decidido después de la formación de las instituciones constitucionales, incluida la del Consejo Legislativo".
Sea como sea, el acuerdo no podrá entrar en efecto sin ser ratificado por el parlamento sudanés, o Consejo Legislativo, un órgano que ni existe de momento ni se podría asegurar contar con su aprobación una vez constituido. Si bien el proyecto democrático de Sudán contempla la formación del Consejo anteriormente a las elecciones generales, previstas para 2022, el hecho de que no se haya formado hasta la fecha sugiere que puede que tampoco lo sea en el futuro próximo.
Sin embargo, algunos políticos han reconocido la importancia del levantamiento del embargo en un país con un importante índice de pobreza, y que conllevaría también las inversiones por parte de Israel en tecnología, agricultura y desarrollo, como suele ser el caso de otros países africanos. Han alegado también que la importancia del acuerdo radica precisamente en el tema económico, que habían llevado a manifestaciones por todo el país una semana antes. Sudán está arrastrada por una inflación de 167% y su moneda ha sido fuertemente devaluada como resultado de la impresión de dinero por parte del gobierno para financiar productos y servicios como el pan, el carburante y la electricidad. La deuda externa actual del país es de unos 60 mil millones de euros.
Aun así, los representantes sudaneses en las negociaciones exigieron que los estímulos económicos y la eliminación de Sudán de la lista de países patrocinadores del terrorismo no se relacionase directamente con el acuerdo. Sudán fue acusado por Estados Unidos de financiar los atentados terroristas llevados a cabo en 1998 por Al-Qaeda contra las embajadas estadounidenses en Kenia y Tanzania. Un juzgado federal había sentenciado que Sudán debía pagar 335 millones de dólares que fueran a repartirse entre las víctimas y sus familiares.
A mediados de junio de 2021, la prensa israelí informaba de que las autoridades sudanesas se mostraban decepcionadas por los resultados de este acuerdo de normalización. Como principal motivo se citaba la ausencia de la inversión prometida por Estados Unidos en proyectos agrícolas y tecnológicos en Sudán.

## Reacciones

### Críticas en Estados Unidos
Por todas estas dificultades, según analistas de algunos medios de comunicación estadounidenses, la prematura declaración sobre el acuerdo alcanzado se ha debido a motivos netamente políticos en plena recta final de la campaña electoral de 2020, unas dos semanas antes de la celebración de las elecciones presidenciales. Algunos sugieren que el "pavoneo" en una fase tan temprana podría incluso haber dañado la perspectiva real de llevar a buen puerto el acuerdo, que debería haber contado con un consenso más amplio en Sudán.